# Barbalisso
Barbalisso (em latim: Barbalissus; em grego: Βαρβαλισσος; romaniz.: Barbalissos) foi uma cidade romano do Oriente Médio situada na província de Eufratense. Seu sítio é marcado pelas ruínas de Qala'at Balis, que parcialmente retém o nome antigo, ao sul de Mascana (a antiga Emar), na moderna Síria, na estrada entre Alepo e Sura, onde o Eufrates vira para oeste.

## História
A cidade, construída próximo as ruínas de Emar, que caiu em 1 187 a.C., serviu como base para os cavaleiros dálmatas ilírios (Equites Dalmatae Illyriciani), uma unidade montada romana recrutada nos Bálcãs. Em 253, foi o sítio da batalha de Barbalisso, na qual o exército sassânida liderado pelo xá Sapor I (r. 240–270) derrotou um exército romano de 60 000 soldados. No século VI, o imperador bizantino Justiniano (r. 527–565) reconstruiu seus muros.
A versão árabe da lista dos bispos do Primeiro Concílio de Niceia de 325 inclui certo Antônio de Barbalisso. Fontes em grego mencionam um bispo Aquilino de Barbalisso, que, no tempo do Primeiro Concílio do Éfeso (431), foi um partidário de Nestório e por este motivo havia sido exilado de seu bispado; Teodoreto de Cirro fala de certo bispo Mariniano de Barbalisso, que poderia ter sido o substituto da sé, que fora imposto à força.
Embora Michel Lequien tenha escrito que a Notitia Episcopatuum não mencionou Barbalisso, inclusive sugerindo que ela fosse uma pequena cidade fortificada em vez de uma cidade, um autor do século XX afirma que a diocese está inclusa na lista, datando do século VI como uma sufragânea de Hierápolis Bambice, dentro do Patriarcado de Antioquia. Ela não aparece na Notitia Episcopatuum posterior, aparentemente pois em alguma data incerta tornou-se membro da Igreja Jacobita. A Crônica de Miguel, o Sírio dá o nome de cinco bispos jacobitas de Bales ou Beit Bales (o equivalente siríaco de Barbalisso): João Habibe, Basílio, Timóteo e Elias. Atualmente a Diocese de Barbalisso está listada pela Igreja Católica como uma sé titular.

## 
1. ↑  Boecking 1932, p. 88, 389.
2. ↑  Vailhéa 1907.
3. ↑  Potter 2004, p. 248-249.
4. ↑  Procópio de Cesareia, II.19.
5. ↑  João Malalas século VI, XVIII.
6. ↑  Lequien 1740.
7. ↑  Janin 1932.
8. ↑  Vailhé 1907b, p. 94.
9. ↑  Vários 1901, p. 192.
10. ↑  Vaticano 2003, p. 846.